# Kristian Wejshag
Jonny Kristian Wejshag, född 1 november 1973 i Skara domkyrkoförsamling, Skaraborgs län, är en svensk låtskrivare och egenföretagare.
Wejshag grundade 2016 den fristående gymnasieskolan Olinsgymnasiet.

## Låtar
- 2010 – Sommarnatten med Barbados (skriven tillsammans med Lars Diedricson).[3]
- 2011 - One more chance med Christer Sjögren (skriven tillsammans med Lasse Holm och Lars Diedricson).
- 2011 - I am what I am med Jakob Samuel (skriven tillsammans med Jakob Samuel och Lars Diedricson).
- 2012 – Säg det om igen med Timoteij (skriven tillsammans med Lars Diedricson).[4]
- 2012 – Puls med Timoteij (skriven tillsammans med Lars Diedricson).[4]
- 2014 - Heart breaking down med Casanovas & Monia Sjöström (skriven tillsammans med Dennis Morgan och Lars Diedricson)
- 2023 - Igen med Manon Lamartine (skriven tillsammans med Manon Lamartine, Theo Edenroth och Tim Larsson)

### Melodifestivalen
- 2010 – I Did It for Love med Jessica Andersson (skriven tillsammans med Lars Diedricson).
- 2011 – Vaken i en dröm med Elisabeth Andreassen (skriven tillsammans med Calle Kindbom och Lars Diedricson).
- 2023 – Raggen går med Elov & Beny (skriven tillsammans med Mattias Elovsson, Oscar Kilenius, Tim Larsson och Johan Werner).